# Fantasmagoria

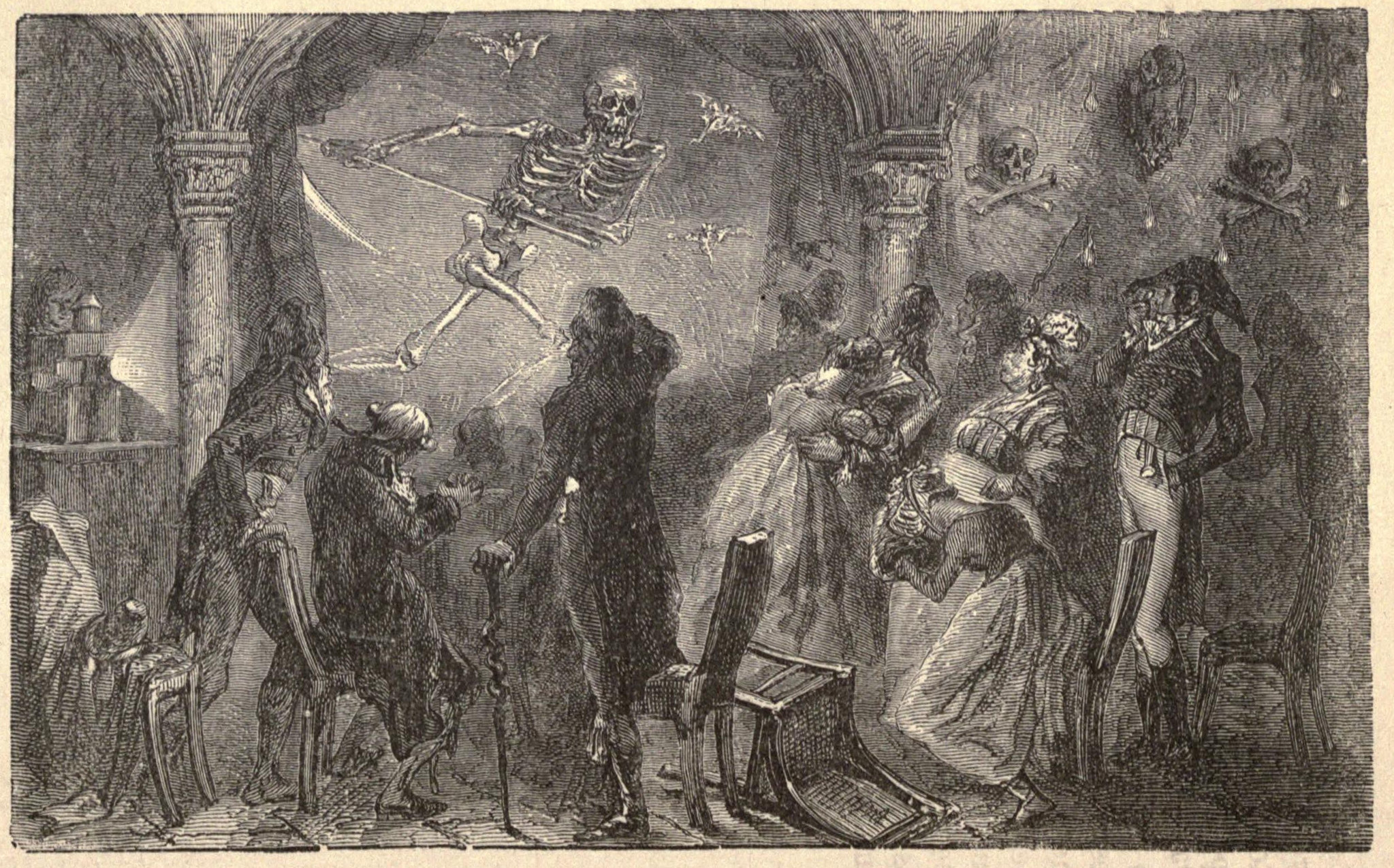
Interpretação de Robertson's Fantasmagorie de F. Marion's L'Optique (1867)

Fantasmagoria (pronúncia americanaⓘ) era uma forma de teatro de terror que (entre outras técnicas) usava uma ou mais lanternas mágicas para projetar imagens assustadoras, como esqueletos, demônios e fantasmas, em paredes, fumaça ou telas semitransparentes, normalmente usando retroprojeção para manter a lanterna fora de vista. Foram usados projetores móveis ou portáteis, permitindo que a imagem projetada se movesse e mudasse de tamanho na tela, e vários dispositivos de projeção permitiam a troca rápida de imagens diferentes. Em muitos espetáculos, o uso de decoração assustadora, escuridão total, apresentação verbal (auto-)sugestiva e efeitos sonoros também foram elementos-chave. Alguns programas adicionaram uma variedade de estímulos sensoriais, incluindo odores e choques elétricos. Elementos como jejum obrigatório, fadiga (shows tardios) e drogas foram mencionados como métodos para garantir que os espectadores ficassem mais convencidos do que viram. Os shows começaram sob o disfarce de sessões espíritas reais na Alemanha no final do século XVIII e ganhou popularidade na maior parte da Europa (incluindo a Grã-Bretanha) ao longo do século XIX.
A palavra "fantasmagoria" também tem sido comumente usada para indicar mudanças sucessivas ou combinações de imagens fantásticas, bizarras ou imaginadas.

## Etimologia
Do francês phantasmagorie, do grego antigo φάντασμα (phántasma, “fantasma”) + possivelmente αγορά (agorá, “assembleia, reunião”) + o sufixo -ia, ou ἀγορεύω (agoreúō, “falar publicamente”).
Paul Philidor (também conhecido como Phylidor) anunciou seu show de aparições de fantasmas e evocação das sombras de pessoas famosas como Phantasmagorie no periódico parisiense Affiches, annonces et avis divers de 16 de dezembro de 1792. Cerca de duas semanas antes, o termo havia sido o título de uma carta de um certo "A.L.M.", publicada na Magazin Encyclopédique. A carta também promoveu o show de Phylidor. Phylidor já havia anunciado seu show como Phantasmorasi em Viena em março de 1790.
A variação inglesa Phantasmagoria foi introduzida como o título da mostra de ilusões ópticas e peças de arte mecânicas de M. De Philipsthal em Londres em 1801. Acredita-se que De Philipsthal e Philidor tenham sido a mesma pessoa.

## Na modernidade
Algumas trupes teatrais modernas nos Estados Unidos e no Reino Unido encenam espetáculos de projeção de fantasmagoria, especialmente no Halloween.
De 15 de fevereiro a 1 de maio de 2006, a Tate Britain apresentou "The Phantasmagoria" como um componente de seu show "Gothic Nightmares: Fuseli, Blake and the Romantic Imagination". Recriou o conteúdo das apresentações dos séculos XVIII e XIX e evocou com sucesso seus gostos pelo horror e pela fantasia.
Em 2006, David J. Jones descobriu o local exato do show de Robertson no convento dos Capuchinhos.